# Centriscidae

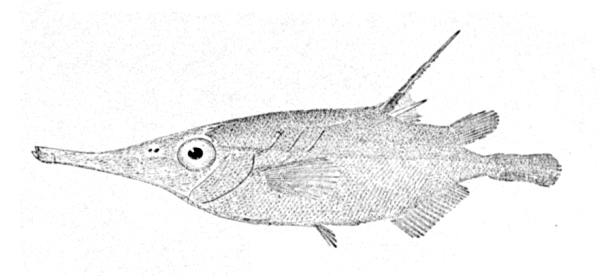
O apara-lápis Macroramphosus scolopax.

Centriscidae é uma pequena família de peixes marinhos que inclui as espécies conhecidas pelos nomes comuns de apara-lápis e peixes-camarão. A família inclui apenas uma dezena de espécies marinhas, cuja morfologia pouco comum está reflectidas nos nomes pelos quais são conhecidas. Os membros dos géneros Aeoliscus e Centriscus tam a sua distribuição natural restrita às águas pouco prfundas da região tropical do Indo-Pacífico, enquanto as restantes espécies estão distribuídas pelas águas profundas das regiões oceânicas tropicais e subtropicais e pela região austral. 

## Descrição
As espécies incluídas neste agrupamento taxonómico apresentam corpo fortemente comprimido longitudinalmente, na sua maioria coberto por placas ossificadas. A primeira espinha da barbatana dorsal é alongada e aguçada, deslocada para a parte posterior do corpo. Duas espinhas adicionais, o resto da barbatana dorsal e a barbatana caudal estão deslocados para a face ventral do corpo do peixe.
Apresentam um focinho longo e estreito, terminado numa pequena boca sem dentes. Todas as espécies são pequenas, não excedendo os 34 cm de comprimento, alimentando-se de zooplâncton.
Para além do seu aspecto incomum, os centriscídeos destacam-se por nadarem com a cabeça para baixo. A razão para esse comportamento invulgar permenece obscura: enquanto algumas espécies que vivem entre macroalgas ou plantas marinhas podem beneficiar desse pocionamento, a maioria das espécie vivem em habitats, como os recifes de coral, em que tal não parece conferir qualquer vantagem.

## Espécies
Na sua actualconfiguração, a família inclui 13 espécies agrupadas em cinco géneros e duas subfamílias. Em algumas classificações a subfamília Macroramphosinae é alevada ao nível de família, passando a constituir o táxon Macroramphosidae. A inclusão do género Centriscops não é consensual: o ITIS coloca-o no grupo Macroramphosinae, mas a FishBase coloca-o nos Centriscinae.
- Subfamília Centriscinae (peixes-camarão)
  - Género Aeoliscus
    - Aeoliscus punctulatus (Bianconi, 1855).
    - Aeoliscus strigatus (Günther, 1861).

  - Género Centriscops
    - Centriscops humerosus (Richardson, 1846).

  - Género Centriscus
    - Centriscus cristatus (De Vis, 1885).
    - Centriscus scutatus Linnaeus, 1758.
- Subfamília Macroramphosinae
  - Género Macroramphosus
    - Macroramphosus gracilis (Lowe, 1839).
    - Macroramphosus scolopax (Linnaeus, 1758).

  - Género Notopogon
    - Notopogon armatus (Sauvage, 1879).
    - Notopogon endeavouri Mohr, 1937.
    - Notopogon fernandezianus (Delfin, 1899).
    - Notopogon lilliei Regan, 1914.
    - Notopogon macrosolen Barnard, 1925.
    - Notopogon xenosoma Regan, 1914.